# Pontinia
Pontinia település Olaszországban, Lazio régióban, Latina megyében. Lakosainak száma 15 046 fő (2023. január 1.). Pontinia Latina, Priverno, Sabaudia, Sezze, Sonnino és Terracina községekkel határos.

## Népesség
A település lakossága az elmúlt években az alábbi módon változott:
| Lakosok száma | 14 942 | 14 915 | 15 046 |
|               | 2017   | 2018   | 2023   |